# Kali biphosphat
Dikali phosphat (công thức hóa học: K2HPO4), còn gọi là dikali hydro octophosphat, kali phosphat dibase, muối kali acid phosphat, là một hợp chất muối axit của hai nguyên tố hóa học kali và phosphor, có tính hòa tan được trong nước rất cao, được dùng làm phân bón, phụ gia thực phẩm và chất đệm (chất độn).
Dung dịch dikali phosphat được tạo ra từ phản ứng hóa học lượng pháp của axit phosphorric tác dụng với kali hydroxide:
H3PO4 + 2 KOH → K2HPO4 + 2 H2O

## Sử dụng
Dikali phosphat được dùng làm phụ gia thực phẩm, như trong kem có lớp phủ bằng sữa giả, đồ uống bột khô và khoáng chất bổ sung,..  Mục đích dùng dikali phosphat để làm giả sữa phủ bên ngoài lớp kem là để ngăn ngừa sự đông máu khi dùng sữa thật để phủ kem. Hợp chất muối này cũng thường được dùng để tạo dung dịch đệm.
3% gel của dikali phosphat được sử dụng làm chất hoạt tính trong Crest Sensi-Strips, một sản phẩm nhạy cảm với răng.

## An toàn
Với chức năng phụ gia cho thực phẩm, hợp chất dikali phosphat được liệt kê là hợp chất hóa học an toàn (generally recognized as safe; GRAS) tại Hợp chúng quốc bởi Cục quản lý Thực phẩm và Dược phẩm Hoa Kỳ.